# Breitflossenhai
Der Breitflossenhai (Lamiopsis temminckii) ist eine Art der Requiemhaie (Carcharhinidae). Sie ist im Indischen Ozean vor allem im Flachmeerbereich vor der Küste Indiens anzutreffen.

## Aussehen und Merkmale
Der Breitflossenhai erreicht eine Körperlänge von maximal 1,70 Metern mit einer hellgrauen oder hellbräunlichen Grundfarbe und einer weißlichen Bauchregion. Er gleicht im Habitus den Blauhaien und besitzt wie diese eine Afterflosse und zwei Rückenflossen, wobei die zweite Rückenflosse allerdings fast so groß wie erste ist. Namensgebend sind die breitbasigen Brustflossen. Außerdem zeichnen sie sich durch eine langgezogene Schnauze, fünf Kiemenspalten und gesägte Zähnen im Oberkiefer mit breit-dreieckigen Spitzen und glattrandigen und schmalen Zähnen im Unterkiefer aus. Außerdem besitzen auch sie kein Spritzloch.

## Lebensweise
Der Breitflossenhai ist eine ausgesprochene Flachwasserart und ernährt sich räuberisch wahrscheinlich von verschiedenen Fischen der Uferzonen. Die Haie sind lebendgebärend und bilden eine Dottersack-Plazenta  aus (plazental vivipar). Die Weibchen bekommen in einem Wurf zwischen 4 und 8 Jungtiere. Die Gebärzeit liegt Beobachtungen zufolge vor der Monsunzeit im April und Mai, eine etwa 8-monatige Schwangerschaft wird vermutet.

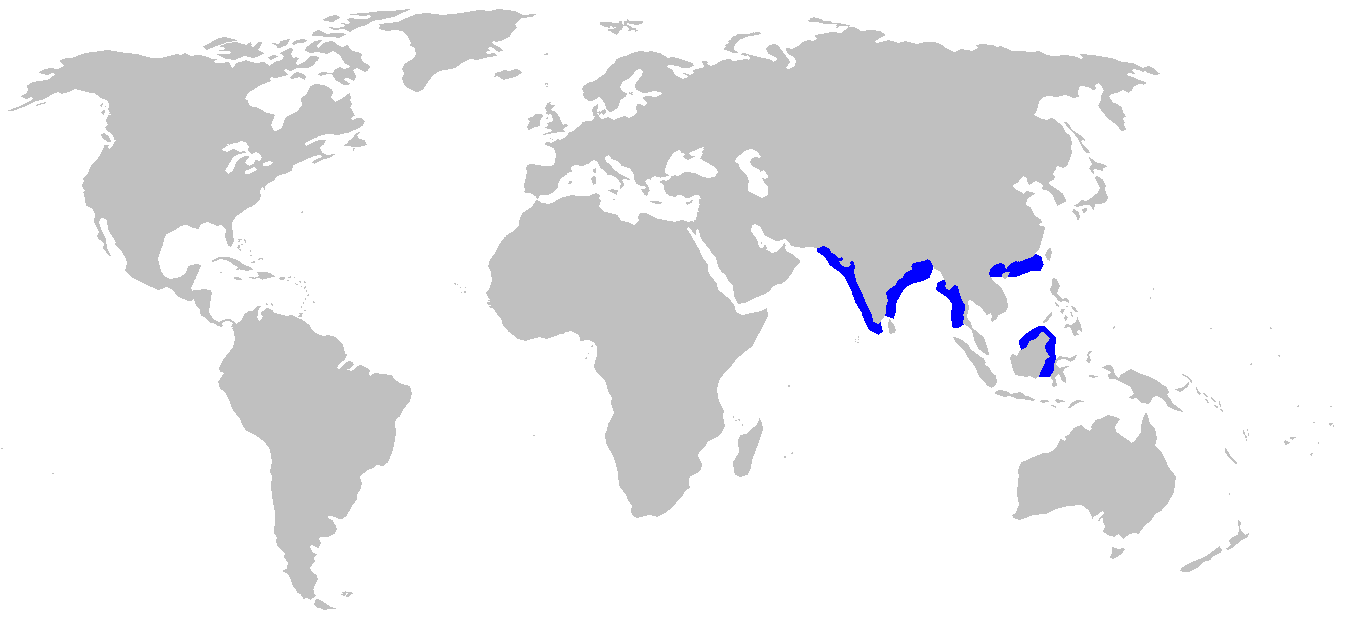
Verbreitungsgebiete der Gattung Lamiopsis, bei Borneo ist Lamiopsis tephrodes anzutreffen.

## Verbreitung
Die Art ist im Indischen Ozean vor allem im Flachmeerbereich vor der Küste Indiens anzutreffen, seltener ist er an den Küsten Chinas und Südostasiens.